# Альфред Гарсіа
Альфред Гарсія Кастільо (нар. 14 березня 1997) — іспанський співак. Він отримав національне визнання, коли взяв участь в дев'ятому сезоні Operación triunfo, де він фінішував на четвертому місці, а також буде представляти Іспанію на Євробаченні 2018 разом з Амайя Ромеро, з піснею «Tu Canción».

## Дискографія

### Альбоми
| Назва                | Рік  |
| -------------------- | ---- |
| Beginning            | 2012 |
| Inblack (Volume One) | 2016 |

### Сингли
| Назва                         | Рік  | Пікове положення | Альбом            |
| Назва                         | Рік  | СПА              | Альбом            |
| ----------------------------- | ---- | ---------------- | ----------------- |
| «She Looks So Beautiful»      | 2015 | —                | Non-album singles |
| «Tu Canción» (з Амайя Ромеро) | 2018 | 3                | Non-album singles |
| «Que nos sigan las luces»     | 2018 | 19               | Non-album singles |